# کرژینتسه
کرژینتسه (به صربی: Kržince) یک منطقهٔ مسکونی در صربستان است که در ولادیچین خان واقع شده‌است. کرژینتسه ۲۵۷ نفر جمعیت دارد.